# Utilita Arena Birmingham
Utilita Arena Birmingham (w latach 1991–2014 National Indoor Arena, w latach 2014–2017 Barclaycard Arena, w latach 2017–2020 Arena Birmingham) – hala widowiskowo-sportowa w Birmingham, wybudowana w latach 1989–1991 i otwarta 4 października 1991, jako największy tego typu obiekt w Wielkiej Brytanii. Przebudowana w latach 2013–2014 kosztem 26 mln funtów. Posiada trybuny o pojemności 15 800 miejsc. Odbywają się w niej zarówno wydarzenia sportowe, jak i artystyczne.
Na przestrzeni lat w arenie miały miejsce m.in.: mistrzostwa świata w badmintonie, mecze tenisowe w ramach Pucharu Davisa, mistrzostwa świata w judo, WWE Raw i Smackdown, finał konkursu Eurowizji, a także koncerty takich artystów jak m.in.: Bob Dylan, Beyonce, Tina Turner, Britney Spears, Iron Maiden, Coldplay, Kings of Leon, Nickelback, Mariah Carey i Celine Dion.
W 2003 odbyły się tutaj halowe mistrzostwa świata w lekkoatletyce, cztery lata później halowe mistrzostwa Europy, natomiast w 2018 ponownie halowy czempionat globu.

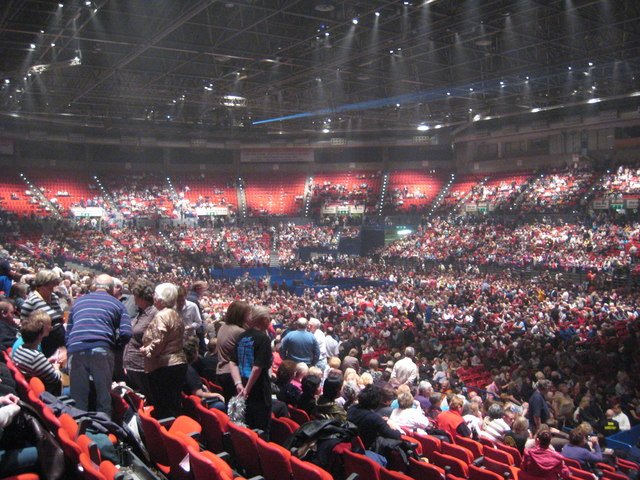
Wnętrze areny podczas koncertu